# Europastraße 36
Die Europastraße 36 (E 36) ist eine Europastraße, die mit Berlin und Bolesławiec zwei große Städte Deutschlands und Polens verbindet. Von Berlin bis zum Autobahndreieck Spreewald verläuft sie auf der A 13. Von dort bis zum Grenzübergang Forst/Olszyna auf der A 15. Vom Grenzübergang an verläuft sie auf polnischer Seite auf der A 18 bis zum Ende der Autobahn und endet dort im Ort Bolesławiec.

## Verlauf
Deutschland:
- Berlin (Berliner Ring A 10  )
- Lübben (Spreewald)
- Lübbenau/Spreewald (→  Dresden)
- Cottbus
- Forst (Lausitz)

Polen:
- Olszyna Grenzübergang
- Żary
- Iłowa
- Krzyżowa (nahe Bolesławiec / Autostrada A4 )